# شکافته (فیلم ۲۰۱۶)
شکافته (به انگلیسی: Split) یک فیلم وحشت روان‌شناختی دلهره‌آور آمریکایی به نویسندگی و کارگردانی ام. نایت شامالان است. در این فیلم بازیگرانی همچون جیمز مک‌آووی، آنیا تیلور-جوی، جسیکا سولا، هیلی ریچاردسون و بتی باکلی ایفای نقش می‌کنند. داستان فیلم دربارهٔ مردی با ۲۳ هویت متفاوت است که اقدام به ربودن سه دختر نوجوان به یک مرکز زیرزمینی منزوی می‌کند. این فیلم در ادامهٔ فیلم سینمایی آسیب‌ناپذیر محصول سال ۲۰۰۰ تولید شده و قسمت سوم این مجموعه فیلم نیز با نام شیشه در سال ۲۰۱۹ بر روی پرده سینما رفت. در ابتدا برای ایفای نقش نخست فیلم صحبت از واکین فینیکس شده بود، بعد لئوناردو دی‌کاپریو در نظر گرفته شده بود، ولی در پایان این نقش به جیمز مک‌آووی واگذار شد.
کار تصویربرداری فیلم شکافته از ۱۱ نوامبر ۲۰۱۵ در فیلادلفیا، پنسیلوانیا انجام شده است و نخستین نمایش آن در تاریخ ۲۶ سپتامبر ۲۰۱۶ و در طی جشنواره فیلم فنتستیک فست بود، و همچنین توسط یونیورسال استودیوز در تاریخ ۲۰ ژانویه ۲۰۱۷ در ایالات متحده اکران شد. فیلم با واکنش‌های مثبتی از سوی منتقدان همراه بود، که عملکرد بازیگری مک‌آووی مورد تحسین قرار گرفت و از کارگردانی شامالان استقبال کردند، اما برخی از طرفداران سلامت روان فیلم را به دلیل انگ زدن به اختلال روانی مورد انتقاد قرار دادند. شکافته یک موفقیت تجاری بود و ۲۷۸ میلیون دلار در سراسر جهان فروش کرد در حالی که ۹ میلیون دلار بودجه ساخت آن بوده است، و تا قبل از سال ۲۰۲۳ و فیلم پنج شب با فردی، پرفروش‌ترین فیلم بلوم‌هاوس پروداکشنز به‌شمار می‌رفت.

## داستان
سه نوجوان با نام‌های کلر (هیلی ریچاردسون)، مارسیا (جسیکا سولا) و کیسی (آنیا تیلور-جوی) توسط دنیس دزدیده می‌شوند و در سردابی نگهداری می‌شوند. دنیس یکی از ۲۳ شخصیت مجزای کوین وندل کرامب (جیمز مک‌آووی) است. او قربانی آزار و اذیت دوران کودکی است و از اختلال تجزیه هویت رنج می‌برد. روان‌پزشک کوین، دکتر کرن فلچر (بتی باکلی)، باور دارد در چنین مواردی عدم تعادل روانی می‌تواند منجر به تغییرات فیزیولوژیکی شود. فلچر ایمیلی از شخصیت مسلط کوین به نام «بری» دریافت می‌کند که از او خواسته با یکدیگر ملاقات کنند. در طی سال‌های درمان، کوین ظاهراً به ثبات رسیده است: تمام شخصیت‌هایش در اتاقی روی صندلی نشسته‌اند و منتظر نوبت هستند تا خودی نشان دهند (کنترل جسم را بدست بگیرند) و بری مسئول نوبت دادن است. دو شخصیت دنیس و پاتریشیا خارج از گود نگه داشته می‌شوند. دلیل این امر برای «دنیس» این است که او دوست دارد رقص برهنه دختران جوان را تماشا کند و تمایلات خشونت‌آمیز و اختلال وسواسی-جبری دارد.
دکتر فلچر به این نتیجه می‌رسد که افرادی مثل کوین با تغییر شخصیت خود می‌توانند بر عدم ثبات خود مسلط شوند. در ادامه فیلم و در جهت توضیح شخصیت جدید خود، فلچر به یاد دختر نابینایی با اختلال شخصیت را می‌افتد که وقتی شخصیتش را عوض می‌کرد، می‌توانست ببیند. او به یک کنفرانس آنلاین می‌رود تا این حرفش را ثابت کند و آن را درمانی برای تمام اختلالات معرفی کند.
کلر و مارسیا توطئه‌ای را ترتیب می‌دهند تا به «دنیس» حمله کنند، اما کیسی که به نظر می‌رسد در گذشته تجربهٔ آزار و اذیت داشته، مانع از کار آن‌ها شده و منتظر فرصت بهتری می‌شود. بالاخره «پاتریشیا» که شخصیت زنانه است، خود را نشان می‌دهد و به دخترها اطمینان می‌دهد که «دنیس» حق ندارد به آن‌ها دست بزند، چون آن‌ها برای هدف برتری هستند. کیسی سعی می‌کند با «هدویگ» دوست شود (شخصیت یک پسر ۹ ساله). هدویگ ادعا می‌کند که دخترها برای «دیو» قربانی خواهند شد (شخصیت بیست و چهارم). بعلاوه سهواً فاش می‌کند که سردابه اخیراً تعمیر شده است. کیسی و مارسیا جلوی در را می‌گیرند تا کلر از بین تیغه تازه ساز اتاق بخزد و برود ولی «دنیس» ظاهر می‌شود و جلویش را می‌گیرد و کلر را در سلولی جدا زندانی می‌کند.
«دنیس» خود را به جای «بری» جا می‌زند و به دیدن دکتر فلچر می‌رود. دکتر فلچر متوجه تناقضاتی در رفتار او می‌شود و سریع می‌فهمد که «دنیس» و «پاتریشیا» جای «بری» را بعنوان شخصیت مسلط گرفته‌اند. بعداً «پاتریشیا» کیسی و مارسیا را به آشپزخانه می‌برد تا غذا بخورند. در این فرصت، مارسیا با صندلی «پاتریشیا» را می‌زند و فرار می‌کند، ولی گیر می‌افتد و در سلول دیگری زندانی می‌شود. کیسی به دوستی با «هدویگ» ادامه می‌دهد و می‌فهمد در اتاق او پنجره‌ای وجود دارد.
«دنیس» یکبار دیگر به دیدن دکتر فلچر می‌رود و دربارهٔ پدر کوین با یکدیگر گفتگو می‌کنند. او در کودکی، کوین را در قطاری رها کرده و باعث شده بقیه شخصیت‌ها فکر کنند که «دیو» در واگن قطار مخفی شده است. شخصیت‌ها ظاهر می‌شوند تا به کوین کمک کنند با آزار و اذیت‌های مادرش (زنی که وسواس فکری عملی داشته) کنار بیاید. بعداً در سلول کیسی، «هدویگ» او را اتاق خوابش می‌برد ولی کیسی متوجه می‌شود در آنجا فقط یک نقاشی از پنجره وجود دارد. او یک دستگاه واکی تاکی پیدا می‌کند و درخواست کمک می‌دهد؛ ولی فرد مقابل به او اهمیت نمی‌دهد، بنابراین تسلیم «پاتریشیا» می‌شود.
سپس خاطرات آزار جنسی عمو جان به یاد کیسی می‌آید. بعد از مرگ پدر کیسی، جان قیم قانونی او بوده است. نخستین بار وقتی همراه با پدر و عمویش به شکار رفته بودند، مورد آزار قرار می‌گیرد. او تصمیم می‌گیرد با اسلحه جان، او را بکشد ولی تردید می‌کند و فرصت را از دست می‌دهد.
دکتر فلچر ایمیل‌های زیادی مبنی بر کمک از «بری» دریافت می‌کند. به خانه کوین می‌رود. کوین دربارهٔ نقشه‌ای مبهم حرف می‌زند. فلچر شک می‌کند که او مسئول دزدی دخترها باشد؛ بنابراین به بهانه رفتن به دستشویی، یکی از دخترها را پیدا می‌کند. قبل از اینکه بتواند به آنها کمک کند، «دنیس» او را پیدا کرده، و سپس او را بیهوش و زندانی می‌کند. سپس «دنیس» به یک واگن قطار می‌رود و تبدیل به «دیو» می‌شود. «دیو» سرعت، قدرت، انعطاف و چابکی ابرانسانی از خود نشان می‌دهد. دکتر فلچر می‌داند که تنها راه نمایان کردن کوین، این است که نام کامل او برده شود. پس آن را روی تکه کاغذی می‌نویسد و بعد توسط «دیو» کشته می‌شود. در همین زمان، دخترها جداگانه سعی می‌کنند از سلول‌هایشان فرار کنند.
«دیو» ابتدا سراغ مارسیا و سپس کلر می‌رود. کیسی جسد دکتر فلچر و تکه کاغذ را پیدا می‌کند و با گفتن نام کوین، او را نمایان می‌کند. کوین که از کارهایش وحشت کرده، اسلحه‌اش را به او می‌دهد تا قبل از ظهور شخصیتی دیگر، او را بکشد. شخصیت‌ها یکی یکی نمایان می‌شوند تا اینکه «دیو» بر می‌گردد و کیسی را گیر می‌اندازد. کیسی شلیک می‌کند ولی ظاهراً تأثیری ندارد. «دیو» می‌گوید قصد دارد دنیا را از «افراد دست نخورده» خالی کند؛ کسانی که قلب ناپاکی دارند چون هرگز در زندگی زجر نکشیده‌اند.
«دیو» آماده کشتن کیسی می‌شود که متوجه زخم‌های متعددی روی بدن او می‌شود و از اینکه او «پاک» است خوشحال می‌شود. «دیو» عقیده دارد انسان‌های آشفته استثنایی هستند؛ پس از جان کیسی می‌گذرد و می‌رود. بعداً، یکی از همکاران کوین کیسی را نجات می‌دهد و معلوم می‌شود که او زیر باغ‌وحش فیلادلفیا زندانی بوده است (محل کار و زندگی کوین). افسر پلیس می‌خواهد او را پیش عمویش برگرداند. چهره کیسی نشان می‌دهد که او آماده افشای رفتار آزاردهنده جان است.
در مخفیگاهی دیگر، «دنیس» و «پاتریشیا» و «هدویگ» کنترل دائمی بدن کوین را بدست می‌گیرند و قدرت و نقشه «دیو» برای تغییر دنیا را تحسین می‌کنند.
در یک رستوران، مردم در تلویزیون از جنایت‌های کوین آگاه می‌شوند که لقب «گروه مغول» را گرفته است. زنی به تشابه کوین با یک تروریست اشاره می‌کند که روی ویلچر می‌نشیند و ۱۵ سال پیش دستگیر شده است. معلوم می‌شود مردی که کنار او نشسته، دیوید دان است و زن را به یاد «آقای شیشه‌ای» می‌اندازد.
تیتراژ پایانی فیلم شامل صحنه‌ای در جلوی تصویر و ۲۳ تیتراژ در پشت می‌باشد که اشاره‌ای به داستان فیلم (یک فرد با ۲۳ شخصیت) است.